# Sastre y Ortiz
Sastre y Ortiz (o simplemente Sastre) es un municipio del departamento San Martín, en el centro oeste de la provincia de Santa Fe, República Argentina. La ciudad es la cabecera de dicho departamento y dista de la ciudad capital de la provincia, Santa Fe, 139 km. Limita al sur con la ciudad de San Jorge, al norte con María Juana, al este con San Martín de las Escobas y al oeste con Crispi.

## Historia
- 16 de julio de 1886, fundación, poblada por inmigrantes italianos. Creció junto a las líneas de FF.CC. Ferrocarril General Belgrano y Ferrocarril General Bartolomé Mitre, a través de los cuales los colonos comercializaban la producción agrícola-ganadera.
- A principios del siglo XX se constituyó la Comisión de Fomento
- 1986 por ley es ciudad

Lleva el nombre de Sastre y Ortiz en homenaje a la esposa de uno de los fundadores, doña Concepción Sastre de Ortiz
Fecha de creación de la Comuna: 03/11/1886
Fecha de creación del Municipio: 27/11/1986.
El Club A. Sastre fue fundado el 29 de mayo de 1919 como Club Social y Deportivo. Desde el momento de su fundación Nuestra Institución asume un compromiso Social con la Comunidad Sastrense, y sus instalaciones son utilizadas con el objetivo de acercar a todos sus habitantes a la práctica del deporte. También es conocida en toda la Región la Participación del Club A. Sastre en la Organización de Actividades Culturales como los Famosos Carnavales de Sastre y Ortiz, que por sus carrozas, sus comparsas y su convocatoria, hicieron que nuestra Localidad sea nombrada Capital Provincial del Carnaval.

## Santo patrono
- Virgen del Carmen, 16 de julio

## Comunicaciones
- FM Radio Cronos 107.1
- Bumerangnews.com
- FM Guía  104.9
- InfoSastre

## Instituciones deportivas
- Club Atlético Sastre M, S y D
- Club Atlético Unión
- Club Atlético Armafuerte
- Club de Caza y Pesca de Sastre

## Localidades y parajes
- Sastre 5,717 (Varones 2,801 – Mujeres 2,916) Según Censo Nacional de Población, Hogares y Vivienda habitantes (Indec, 2010)
- Parajes 
  - Desvío km 465
  - Km 465
  - Ortiz

## Fiestas
Capital Provincial del Carnaval: ya desde principios del siglo XX comenzó a insertar entre sus fiestas anuales al rito del carnaval. Estos eran muy pequeños, teniendo un carácter netamente local, pero que con el correr de los años iba proyectándose como algo identificatorio. 
La década del '60 fue una bisagra, pues es en esos años cuando el carnaval sastrense se regionaliza, haciéndose año a año más popular, más grande.
La década del 70 llegó con la conformación definitiva de “la comparsa”. Los 70 también llegaron con el reconocimiento provincial, declarando a Sastre como la Capital del Carnaval.
El capítulo más reciente de esta historia se relaciona con la conformación en el año 1991, de la Asociación Carnavales Sastre Ortiz (ACSO) integrada en su totalidad por representantes de diversas instituciones del medio, realizando una doble tarea: mantener la vigencia de nuestra fiesta del carnaval, como así también la de ayudar con las ganancias que se generan a las instituciones representadas, .

## Ciudades hermanas
Sastre está hermanada con Monticello D'Alba en Italia, ubicada en la región del Piamonte.
Los convenios de hermandad se establecen con el propósito de promover la cooperación y solidaridad entre localidades y regiones que comparten características, relaciones históricas o problemas comunes.
| País   | Ciudad            | Año del acuerdo |
| Italia | Monticello D'Alba | 1988            |

## Parroquias de la Iglesia católica en Sastre
| Arquidiócesis | Santa Fe de la Vera Cruz |
| ------------- | ------------------------ |
| Parroquia     | San José                 |